# SN 2000ct
SN 2000ct – supernowa typu IIn odkryta 4 lipca 2000 roku w galaktyce A170103+3328. W momencie odkrycia miała maksymalną jasność 17,50m.